# Calosoma jakli
Espèce
Synonymes
- Calosoma (Ctenosta) jakli Haeckel, Farkač & Sehnal, 2005[1]

Calosoma jakli est une espèce de carabes de la sous-famille des Carabinae.

## Systématique
L'espèce Calosoma jakli a été décrite en 2005 par Martin Häckel (d), Jan Farkač (d) et Rostislav Sehnal (d).

## Publication originale
- (en) Martin Häckel, Jan Farkač et Rostislav Sehnal, « A new species of Calosoma (Coleoptera: Carabidae: Carabini) from Oman and a new subspecies of Calosoma oceanicum Perroud & Montrouzier 1864 from the Lombok Island (Lesser Sunda, Indonesia) », Animma.x, vol. 11,‎ 2005, p. 1-7 (ISSN 1214-0066).